# Playthings of Desire
Pour plus de détails, voir Fiche technique et Distribution.
Playthings of Desire est un film muet américain réalisé par Burton L. King, sorti en 1924.
Certaines parties ou la totalité du film sont conservées à la Bibliothèque du Congrès,,,.

## Fiche technique
- Titre : Playthings of Desire
- Réalisation : Burton L. King
- Scénario : William B. Laub, d'après une histoire de Harry Sinclair Drago (en)
- Photographie :
- Producteur : Burton L. King
- Société de production : Burton King Productions
- Société de distribution : Jans Film Service
- Pays de production :  États-Unis
- Langue : film muet avec les intertitres en anglais
- Métrage : 1 675 m
- Format : Noir et blanc — 35 mm — 1,33:1 — Muet
- Genre : Film dramatique, Mélodrame
- Durée : 56 minutes
- Dates de sortie : 
  - États-Unis : 15 décembre 1924

## Distribution
- Estelle Taylor : Gloria Dawn
- Mahlon Hamilton : Pierre du Charme
- Dagmar Godowsky : Renée Grant
- Mary Thurman : Anne Cabbot
- Lawrence Davidson : James Malvern
- Walter Miller : Brom Jones
- Edmund Breese : le gouverneur Cabbot
- Bradley Barker : Wheeler Johnson
- Ida Pardee : la mère de Gloria
- Lee Beggs : le concierge
- Frank Montgomery